# Jordan Talbert
Jordan Madison Talbert (* 11. März 1991 in Little Rock) ist ein ehemaliger US-amerikanischer Basketballspieler.

## Spielerlaufbahn
Talbert, dessen Vater Basketball an der Southern Arkansas University spielte, wechselte 2009 von der Little Rock Central High School an die Missouri Southern State University und spielte für die Basketballmannschaft der Hochschule ab der Saison 2010/11 in der zweiten NCAA-Division. Im Spieljahr 2009/10 setzte er aus. In seiner Abschlusssaison 2013/14 erzielte der Flügelspieler in 31 Einsätzen im Durchschnitt 11,7 Punkte sowie 7,4 Rebounds je Begegnung.
Seine Profilaufbahn begann Talbert in der deutschen Regionalliga bei den Giants Nördlingen, zu denen er im Vorfeld des Spieljahres 2014/15 wechselte. Mit Nördlingen stieg er in seinem ersten Profijahr in die 2. Bundesliga ProB auf, er war an diesem Erfolg als bester Korbschütze der Mannschaft (21,6 Punkte im Schnitt) beteiligt. Nach dem Aufstieg blieb Talbert in Nördlingen und war auch in der 2. Bundesliga ProB ein Führungsspieler, indem er im Verlauf der Spielzeit 2015/16 in 29 Partien im Durchschnitt 17,4 Punkte sowie 11,1 Rebounds für die Nördlinger erzielte. Letzteres war der Ligahöchstwert.
Nach zwei Jahren in Nördlingen nahm Talbert während der Sommerpause 2016 ein Vertragsangebot des PS Karlsruhe an, der gerade in die 2. Bundesliga ProB aufgestiegen war. Mit den „Löwen“ gelang ihm in der Saison 2016/17 der Einzug ins Finale, wodurch Karlsruhe als Liganeuling in die 2. Bundesliga ProA „durchmarschierte“. Talbert erzielte in der Aufstiegssaison 13,3 Punkte und 7,3 Rebounds pro Spiel für die Karlsruher.
Im Sommer 2017 wechselte der Linkshänder gemeinsam mit seinem Karlsruher Mannschaftskameraden Bill Borekambi zu den Rostock Seawolves, blieb also in der 2. Bundesliga ProB. Mit den Mecklenburgern wiederholte er den Erfolg des Vorjahres und erreichte auch mit ihnen die Vizemeisterschaft in der ProB und damit abermals den Aufstieg in die 2. Bundesliga ProA. Talbert lief in der Saison 2017/18 in 31 Spielen für Rostock auf und verbuchte Mittelwerte von 13,7 Punkten sowie 8,5 Rebounds je Begegnung. Nach vollzogenem Aufstieg wurde er von den Mecklenburgern mit einer Vertragsverlängerung ausgestattet. In der ProA erhielt Talbert in der Rostocker Mannschaft geringere Spielanteile und erzielte in der Saison 2018/19 im Durchschnitt 2,9 Punkte je Begegnung.
In der Sommerpause 2019 wurde er vom Regionalligisten Baskets Wolmirstedt verpflichtet. Im Juni 2021 gewann er mit Wolmirstedt die Aufstiegsspiele zur 2. Bundesliga ProB, nachdem die eigentliche Saison 2020/21 schon im Herbst 2020 wegen der COVID-19-Pandemie abgebrochen worden war. Er spielte bis 2023 für Wolmirstedt und war Mannschaftskapitän. In Folge einer Operation nahm er im Anschluss an das Spieljahr 2022/23 Abstand vom leistungsbezogenen Basketball.